# Saturday Night Live (Italia)
Saturday Night Live è la versione italiana dell'omonimo programma comico statunitense.

## Edizioni
| Edizioni         | Episodi | Periodo   | Canale   | Conduzione               |
| ---------------- | ------- | --------- | -------- | ------------------------ |
| Prima edizione   | 8       | 2006-2007 | Italia 1 | Diverso per ogni puntata |
| Seconda edizione | 8       | 2008      | Italia 1 | Diverso per ogni puntata |
| Terza edizione   | 10      | 2009      | Italia 1 | Diverso per ogni puntata |
| Quarta edizione  | 10      | 2011      | Italia 1 | Diverso per ogni puntata |
| Quinta edizione  | 6       | 2018      | TV8      | Claudio Bisio            |

## Il programma
Le prime quattro edizioni del programma sono state trasmesse dal 2006 al 2011 su Italia 1.
Dal 7 aprile 2018, era stata trasmessa la quinta edizione ogni sabato su TV8. A differenza delle precedenti, la conduzione non è più affidata ad un personaggio diverso in ogni puntata ma a Claudio Bisio per tutte le 6 puntate con una serie di ospiti differenti che, alternandosi, partecipano agli sketch.

## Prima edizione
La prima edizione è andata in onda tra il 2006 e il 2007. Fanno parte del cast:
- Éva Henger
- S. Nobile
- Massimiliano Bruno
- Andrea Santonastaso
- Davide Paniate
- Alessandro Betti
- Claudia Penoni
- Ussi Alzati
- Paola Roberti
- Giorgia Aldi
- Lorenzo Ansaloni
- Alessandro Aleotti
- Angelo Calarco
- Lucio Gardin

## Seconda edizione
La seconda edizione è andata in onda nel 2008. Fanno parte del cast:
- Éva Henger
- Andrea Delogu (Cinema2)
- Barbara Clara (Cinema2)
- Luca Raffaelli
- Luca Mancini
- Andrea Santonastaso
- Davide Paniate
- Andrea Pellizzari
- Roberta Lanfranchi
- Andrea De Rosa
- Arianna Bergamaschi
- Cinzia Bregonzi
- Raffaele D'Ambrosio
- Paola Roberti
- Alessio Parenti
- Manuela Boldi
- Pierluigi Oddi

## Terza edizione
La terza edizione è andata in onda nel 2009. Fanno parte del cast:
- Andrea Santonastaso
- Davide Paniate
- Roberta Lanfranchi
- Luca Mancini
- Raffaele D'Ambrosio
- Alessio Parenti
- Luca Raffaelli
- Iaia De Rose
- Andrea Delogu (Cinema 2)
- Barbara Clara (Cinema 2)
- Cinzia Bregonzi
- Arianna Bergamaschi
- Paola Roberti
- Manuela Boldi
- Pierluigi Oddi

## Quarta edizione
La quarta edizione è andata in onda nel 2011. Fanno parte del cast:
- Elenoire Casalegno
- Beppe Braida
- Andrea Perroni
- Tommy Vee
- Laura Forgia
- Ainett Stephens
- Raffaella Fico
- Michela Coppa
- Stefano Chiodaroli
- Carlo Pistarino
- Angela Sozio
- Ludovica Leoni
- Francesca Fioretti
- Pierluigi Oddi

## Quinta edizione
La quinta edizione è andata in onda nel 2018. Fanno parte del cast:
- Claudio Bisio
- Rocco Tanica
- Francesco Arienzo
- Alessandro Betti
- Mirko Darar
- Annagaia Marchioro
- Mary Sarnataro
- Marta Zoboli
- Trejolie

### Ascolti
| Puntata | Data           | Ospiti                                                                                                | Telespettatori | Share |
| ------- | -------------- | --- | -------------- | ----- |
| 1       | 7 aprile 2018  | Giorgia, Enrico Mentana, Vanessa Incontrada, The Kolors                                               | 432.000        | 1,80% |
| 2       | 14 aprile 2018 | Sabrina Ferilli, Elio e le Storie Tese, Fabri Fibra, Rocco Siffredi, Giampaolo Morelli                | 421.000        | 1,80% |
| 3       | 21 aprile 2018 | Ambra Angiolini, Alex Britti, Lodovica Comello, Federica Pellegrini, Álvaro Soler, Gianmarco Tognazzi | 248.000        | 1,20% |
| 4       | 28 aprile 2018 | Angela Finocchiaro, Max Gazzè, Claudia Gerini, Lino Guanciale, Måneskin, Gianluca Vialli              | 243.000        | 1,10% |
| 5       | 5 maggio 2018  | Ale e Franz, Daniele Bossari, Gigi D'Alessio, Noemi, Ilenia Pastorelli                                | 286.000        | 1,20% |
| 6       | 12 maggio 2018 | Paola Cortellesi, Frank Matano, Francesco Pannofino, Lo Stato Sociale                                 | 322.000        | 1,50% |